# 黑超特警組
《MIB星際戰警》（英語：Men in Black，縮寫MIB），或譯為《黑衣警探》。是一部於1997年上映的的美国科幻動作喜劇電影，改編自洛厄爾·坎寧安的同名漫畫作品。該片由哥倫比亞影業聯合安培林娱乐和Parkes/MacDonald Productions製作，索尼影視娛樂發行，由巴里·索南菲尔德執導，埃德·所羅門編劇。主演陣容包括湯米·李·瓊斯、威爾·史密斯、琳达·菲奥伦蒂诺、文森特·諾費奥和雷普·汤恩。是《MIB星際戰警》系列的第一部作品。
該片的開發始於1992年，當時製片人沃爾特·F·帕克斯和勞拉·麥克唐納購得了該漫畫系列的版權。不久後，所羅門被聘來撰寫劇本；索南菲爾德成為該片的首選導演，由於索南菲爾德當時正與其他電影項目洽談這些項目且沒有替代導演，所以使得MIB星際戰警該片的拍攝計畫被迫延遲了，主要攝影於1996年3月開始持續至6月，主要在纽约市進行。該片由哥倫比亞影業和安培林娛樂製作，視覺效果由光影魔幻工業負責。電影的原聲帶包含了史密斯演唱的同名主題曲，以及丹尼·葉夫曼創作的配樂。
《MIB星際戰警》於1997年6月25日在好莱坞圆顶剧院首映，並於7月2日在美國上映。該片的劇本、動作場面以及瓊斯和史密斯的表演和默契受到了好評。該片在全球總票房超過5.894億美元，成為1997年票房第三高和該年代票房第九高的電影。它贏得了第70屆奧斯卡金像獎最佳化妝獎，以及最佳美術指導和最佳原創配樂的提名和眾多其他獎項，續集於2002年上映，第三部於2012年上映，2019年推出了一個獨立的衍生作品，但瓊斯和史密斯未參演其中。

## 內容

### 設定
該片講述一個名為MIB的秘密組織，負責監視和管理美國境內的外星人，對一般人隱瞞外星人的存在，並保持地球「中立」以收留外星難民。MIB的探員並沒有任何確實的身份存在，其組織亦不受政府的干擾。组织的资金收入来自他们从外星人手中没收獲得的技术所产生的专利，例如是微波炉、魔術貼跟吸脂術。新來的探員會有一個新的身份，且原有的身份资料都会被消除。而离职时有關MIB活動的記憶都會被消除。一名原職纽约警局（NYPD）的警員（威爾·史密斯飾）加入MIB，成為MIB“J”探员（傑），而MIB老“K”探员（凱）（湯米·李·瓊斯飾）則從旁指導「J」執行任務。
MIB的探員携帶能防止被洗腦的墨鏡，穿著黑色西裝，並常於UFO出現的地點現身，跟現實世界中的黑衣人大同小異。因为MIB是個秘密組織，所以並沒有可以證明他們存在的證據留下。比起恐嚇及威脅，MIB會把目睹過超常現象的人消除記憶，再以一些較「現實」的「記憶」取代，例如是告訴被洗腦的人看到的是生化氣體，而並非外星人。除此之外，以防秘密組織外洩，洗腦器亦適用於探員以任何理由離開組織時的洗腦程序。片中，「J」跟「K」駕駛著一架不顯眼的黑色轿车；「J」在最初形容這架福特LTD维多利亚皇冠是「Ford 'POS' (piece of shit)」（福特“一坨屎”）；而當按下在排檔桿上面的紅色掣後，轎車便會化身成為一架速度奇快的「火箭車」。

### 故事大綱
整個故事也是圍繞一頭巨型太空蟑螂來到地球，並尋找一個細小而有著很大力量的「迷你星系」。在他登陸地球以後，便殺害了一個名叫「埃德加」的農夫，以借助他的軀體令他更容易完成其任務。而其中一個外星人皇室成員，假冒頂替成一個鑽石商人，並把「迷你星系」收藏在他的貓兒的項圈上。當其皇室成員被太空蟑螂殺害後，他的政府寧可毀滅地球也不願意使得「迷你星系」落進蟑螂的手上。在他們執行任務期間，「J」和「K」到了殮房找勞蘿·威佛提供協助。最後，他倆最後聯手消滅了太空蟑螂，並從他手中搶回迷你星系。後來「K」探員也退出了MIB，並要求「J」為他消除記憶，而他的職務也全交給「J」。勞蘿亦加入了MIB探員的行列，成為「L」。

## 演員
| 演員                                    | 角色                                                                    | 備註                                                                                   |
| 湯米·李·瓊斯 Tommy Lee Jones            | 凱文·布朗「K探員」 Kevin Brown / Agent K                                | 資深幹練MIB探員，代號「K」。因賞識詹姆斯的能力，遂引薦加入MIB。                        |
| 威爾·史密斯 Will Smith                  | 詹姆斯·達瑞爾·愛德華茲三世「J探員」 James Darrell Edwards III / Agent J | 原紐約警察，熱血有衝勁。新進MIB探員，代號「J」。                                       |
| 琳达·菲奥伦蒂诺 Linda Fiorentino        | 勞蘿·威佛「L探員」 Laurel Weaver / Agent L                              | 原為驗屍官，曾遭埃德加挾持。在「K」退休後，加入了MIB，代號「L」。                      |
| 文森特·諾費奥 Vincent D'Onofrio         | 埃德加「外星蟑螂」 Edgar the Bug                                        | 來自外星的蟲族。將農夫埃德加的人皮作為牠在地球上的偽裝。欲奪取「迷你星系」以引發戰爭。 |
| 雷普·汤恩 Rip Torn                      | 「Z探長」 Agent Zed                                                     | MIB的首領。曾親自遴選「K」的搭檔。                                                     |
| 托尼·舍卢卜 Tony Shalhoub               | 傑克·吉布斯 Jack Jeebs                                                  | 外星人。經營贓物典當生意，私藏許多非法武器。腦袋常被「K」炸掉（會自我再生）。          |
| 希奧布翰·法倫·霍根 Siobhan Fallon Hogan | 碧翠絲 Beatrice                                                         | 埃德加之妻。                                                                           |
| 麥克·努斯鮑姆 Mike Nussbaum             | 吉恩托·羅森堡 Gentle Rosenberg                                          | 阿基倫星人，亦為「迷你星系」保管者，後為埃德加所殺。                                   |
| 瓊·葛茲 Jon Gries                       | 卡車司機 Van Driver                                                     | 僅於片頭出現，負責載運非法移民。                                                       |
| 塞爾吉奧·卡爾德隆 Sergio Calderón       | 荷西 Jose                                                               | 僅於片頭登場，外星人Mikey偽裝的人類樣貌（非法移民）。                                  |
| 卡雷爾·史崔肯 Carel Struycken           | 阿基倫王子 Arquillian Prince                                            | 阿基倫星王子，以「外交任務」為由前來地球，於餐廳為埃德加所殺。                         |
| 費德烈克·賴恩 Fredric Lehne             | 傑納斯 Agent Janus                                                      | 於片頭登場，移民局探員。                                                               |
| 理查·漢彌爾頓 Richard Hamilton          | 「D探員」 Agent D                                                       | 前資深MIB探員，代號「D」。K探員的原搭檔。                                              |
| 大卫·克罗斯 David Cross                 | 牛頓 Newton                                                             | 停屍間助理。                                                                           |
| 提姆·布萊尼 Tim Blaney                  | 法蘭克 Frank the Pug                                                    | 巴哥犬外型的外星人，配音演出。                                                         |

## 迴響

### 專業評價
這部片上映後受到廣泛的好評，根據88條評論，平均得分7.47／10，新鮮度高達92%，爛番茄表示：由於优秀的剧本、大场面和两位主角充满魅力的表演，黑衣人是一部令观众十分愉悦的暑期档大作。在Metacritic上，電影獲得了71分。。

## 音樂
《黑超特警組：音樂專輯》是本片的音樂專輯。專輯发布於1997年7月1日。由哥伦比亚唱片和音乐顶级制作者制作，如Poke & Tone、Jermaine Dupri和The Ummah。
这张专辑获得了巨大的成功，在公告牌二百强专辑榜专辑排行榜上排名第一，在R&B / Hip - Hop专辑排行榜排行第2，并在Canadian Albums Chart专辑排行榜上排名第3。这张专辑共由四名歌手制作，包括威爾·史密斯的“Men in Black”和“Just Cruisin'”，Jermaine Dupri和Snoop Dogg的“We Just Wanna Party with You”和Nas的“Escobar '97”。

## 腳註
1. 1 2  . Box Office Mojo.   [1997-07-02]. （原始内容存档于2019-07-14）.
2. ↑  . Rotten Tomatoes. Fandango Media.   [1997-07-02]. （原始内容存档于2021-03-13）.
3. ↑  . Metacritic.   [1997-07-02]. （原始内容存档于2021-05-13）.

## 外部連結
- 互联网电影数据库（IMDb）上《黑超特警組》的资料（英文）
- AllMovie上《黑超特警組》的资料（英文）
- 爛番茄上《黑超特警組》的資料（英文）
- Metacritic上《黑超特警組》的資料（英文）
- Box Office Mojo上《黑超特警組》的資料（英文）
- 開眼電影網上《黑超特警組》的資料（繁體中文）
- 时光网上《黑超特警組》的資料（简体中文）
- 豆瓣电影上《黑超特警組》的資料 （简体中文）